# Skogsfjorden
58°2′36″N 7°24′56″Ø / 58.04333°N 7.41556°Ø
Skogsfjorden er en lille fjord i Mandal kommune i  Agder fylke i det sydvestlige Norge, beliggende på vestsiden af selve byen Mandal. Fjorden deler bysiden med områderne Sånum (længst mod syd) og Skjebstad (i nord).
Den har indløb vest for stranden Sjøsanden inderst i Mannefjorden. Indløbet snævrer ind og er kun 30 meter på det smalleste. Her går Bankebroa over fjorden mellem Mandal og Sånum. Området indenfor denne bro hedder Sponga. Indenfor Sponga deler fjorden sig i tre. To dele går på hver sin side af halvøen Rennes; Runekilen på sydsiden og Skjebstadkilen på nordsiden. Den tredje del fortsætter nordover og mod den nordvestliger del af Mandal. Her ligger det katolske feriested Stella Maris, og indenfor dette starter det kun 15 meter brede Smalsundet, som også krydses af en vejbro. 
Indenfor Smalsundet ligger selve Skogsfjorden, som strækker sig 2,5 km fra Halse i Mandal by i øst til fjordbunden i vest. E39 går langs hele nordsiden af fjorden mellem Mandal og Vestre Skogsfjord. Frøysland ligger også på nordsiden af fjorden, og Sjølingstad Uldvarefabrik blev anlagt ved en lille flod som løber ud i fjorden længst inde; Fabrikken fungerer nu som industrimuseum. 
Med Sponga er fjorden i alt lidt over 4 km lang.